# On the move
On the Move was een radioprogramma van BNR Nieuwsradio dat voor het eerst werd uitgezonden op 24 september 2007. BNR Nieuwsradio kreeg voor dit programma op 4 september 2008 een Marconi Award.
Het programma werd rechtstreeks uitgezonden op werkdagen van 6.00 tot 9.30 uur 's ochtends (met presentator Humberto Tan en later Tom van 't Hek) en van 15.30 tot 19.00 uur 's middags (met presentator Niels Heithuis). De ochtendshow werd in 2016 vervangen door Ochtendspits met Bas van Werven, de middagshow door het programma Spitsuur.
Op vrijdag presenteert Wilfred Genee de spin-off het programma The Friday Move. Naast de uitzendingen vanuit de BNR-studio in Amsterdam, komt men met speciale gebeurtenissen ook vanaf locatie. Dit gebeurde onder andere tijdens de Amerikaanse presidentsverkiezingen 2008 en tijdens de Olympische Winterspelen 2010 in Vancouver (Canda). De stijl van On the Move wordt gekenmerkt door snel, actueel nieuws aangevuld met diverse rubrieken.